# Bothriomyrmex scissor
Bothriomyrmex scissor är en myrart som beskrevs av W. C. Crawley 1922. Bothriomyrmex scissor ingår i släktet Bothriomyrmex och familjen myror. Inga underarter finns listade.